# Fetch

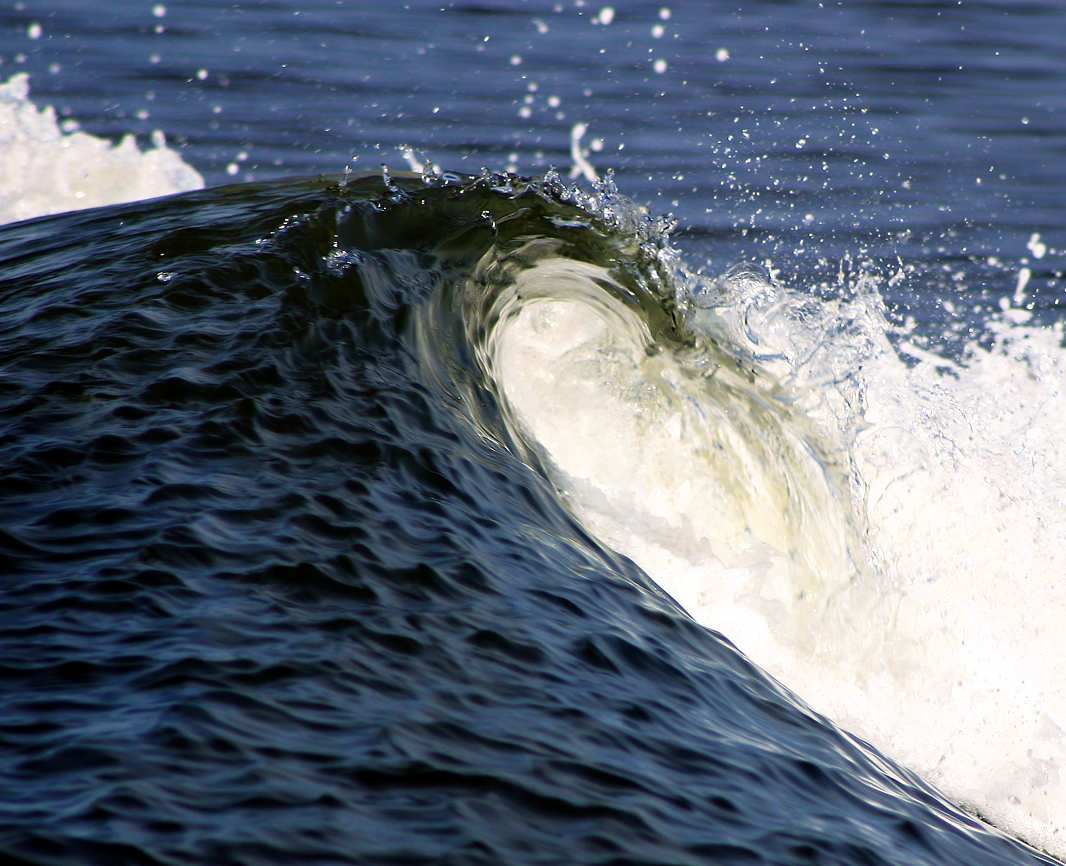
Ein langer Fetch erzeugt eine energiereiche Welle.

Als Fetch (auch Windlauflänge oder Wirkweg) wird die Länge der Anlaufstrecke eines Windes über einer Wasserfläche bezeichnet.
Führt die Anlaufstrecke des Windes über Wasser (See oder Meer), so erzeugt der Wind bei größerem Wirkweg eine entsprechend höhere und längere Wasserwelle. Deshalb sind auf der Luv-Seite einer Insel die Wellen in aller Regel höher als auf der Lee-Seite. Der durch Wind erzeugte höhere Wasserstand wird in der Hydrologie als Windstau bezeichnet, der auch bei längeren Kanalhaltungen im Binnenland beobachtet werden kann.
Die Höhe der durch den Wind erzeugten Welle bzw. des Windstaus ist abhängig von Fetch, Windstärke und Zeitdauer des Windes.